# Alcolea de Torote
Alcolea de Torote o Alcolea de las Amargas es un despoblado de la provincia de Guadalajara (España). Se encuentra a medio camino entre las localidades de Galápagos y Torrejón del Rey, en la confluencia de los arroyos Torote y Albatajar.

## Historia
El lugar pudo estar poblado ya desde la romanización de Hispania. En el año 1974, fueron desenterradas, por un labrador mientras araba en unos campos próximos y en buen estado de conservación, dos estelas funerarias, aunque bien pudiera ser que hubiesen sido trasladadas desde algún otro lugar. 
Luego vinieron los visigodos y, a continuación, los árabes. Está documentado que en el siglo X se construyó una fortaleza árabe, lo que significa el nombre de “alcolea”, para proteger, en primer lugar, los territorios adyacentes, además de servir de contención y protección de la cercana Guadalajara, a solo 20 km, de las frecuentes incursiones cristianas. La fortaleza fue ganada definitivamente para la causa cristiana por Alvar Fáñez de Minaya, sobrino que fue de Rodrigo Díaz de Vivar “El Cid”, poco antes de su conquista de Guadalajara y como paso previo a la misma. La ocupación debió ocurrir por la misma fecha de la toma de Guadalajara, en el año 1086. La fortaleza debió de quedar muy dañada. Años después, el rey Alfonso VI de León y por entonces ya rey de Castilla, tras la muerte de su hermano Sancho, entregó la plaza de Alcolea de Torote al conde García Ordoñez en concepto de donación real como pago a sus servicios a la corona.En 1195, Alfonso VIII es derrotado por los almohades en la batalla de Alarcos, quienes a continuación arrasaron Madrid, Alcalá de Henares, Talamanca, Guadalajara y otras poblaciones y fortalezas, entre ellas, probablemente, Alcolea.
Adquirió independencia geográfica por sí misma a finales del siglo XII. Capital de un alfoz al mismo tiempo que empezó a ejercer jurisdicción eclesiástica y jurídica sobre las aldeas de Torrejón de Alcolea (Torrejón del Rey), Valdeavero, Ribatejada y Galápagos, poblaciones todavía existentes, además de otros núcleos menores, ya desaparecidas, denominados Cañeque, Valdemora y Santa Catalina.  En el siglo XIII perteneció al señorío del Monasterio de la Vid. Pasó en 1311 a poder de las monjas de Santa Clara de Guadalajara. En 1332, las monjas lo cedieron a censo al Arzobispado de Toledo. A finales del siglo XVII, Alcolea, ya había quedado despoblada y abandonada y sus casas derribadas. Entre las hipótesis que explican la desaparición del poblamiento está su ubicación en zona de confluencias de arroyos y existencia de aguas estancadas, que terminaron siendo aguas insalubres; otra hipótesis supone que fue afectada por una epidemia de cólera que causó gran mortandad. Poco a poco la población fue emigrando a terrenos no lejanos y más sanos para, finalmente, instalarse en la aldea de Torrejón del Rey. En Alcolea, como cuenta el diccionario de Madoz, el último edificio en pie fue la iglesia, al final derruida por ser cobijo de forajidos y bandoleros. Las más nobles piedras fueron usadas en siglo XVIII para construir el Ayuntamiento de Torrejón del Rey.
En el diccionario de Madoz figura en la página 455 del Tomo I, como sigue: 

ALCOLEA DE TOROTE: v. desp. de la prov. adm. de rent. y part. jud. de Guadalajara (3 1/2), aud. terr. y c.g. de Madrid (7), dióc. de Toledo (19): SIT. junto al arroyo de Torote con CLIMA templado, pero propenso a tercianas: no tiene casa alguna, porque las que habían quedado fueron derribadas en el año de 1836: la igl. fue demolida con autorización del vicario de Alcalá en 1841, y sus materiales se invirtieron en la construcción de la casa del ayunt. de Torrejón del Rey, a cuya v.se haya ahora agregado, y en la igl. del mismo se conserva la imágen de Ntra. Sra. del Castillo, titular de aquella. Confina el TÉRM. por N. con el de Galápagos, E. y S. Torrejón del Rey, O. Rivatejada á dist. de 1/2 leg.; comprende 1,700 fan. de tierra de las cuales se cultivan más de la mitad por vec. de los pueblos comarcanos: se encuentra bastante viñedo, muy poco olivar y buenos pastos: le riega el arroyo Torote que pasa al lado O. del sítio que ocupó la pobl.: el TERRENO es parte arenoso y lo demás fuerte y de buena calidad: los CAMINOS son locales: PROD.: trigo, centeno, avena, y vino: CAP. PROD. 12,070 rs.: CONTR.195. Se llamó Alcolif, tomado de un jefe de los sarracenos: estuvo bastante bien fortificada, hubo un cast. y el sitio donde estaba se titula hoy Cerro del Castillo: Cuando el rey D. Fernando de Castilla se apoderó de la ant. Cómpluto, sometió todo el terr. enclavado entre el r. Ebro y el Manzanares y toda la falda del Guadarrama, en cuya época y año 1062 fué conquistada esta fort.: tuvo cuando más de 700 á 800 vec.: era cab. de part. que comprendía los pueblos de Galápagos, Rivatejada, Torrejón del Rey y Valdeavero, tanto por lo ecl. como por lo civil; desapareció en el año de 1836, y el último vec., que lo fue José Alvarez, se trasladó a Torrejón en el año de 1841, donde falleció a la edad de 72 años; la agregación a Torrejón se hizo de orden del gefe político de la prov.

- Arciprestazgo de Alcolea de Torote: Dependiente de la Diócesis de Alcalá de Henares y cabeza de varias parroquias (Galápagos, Rivatejada, Torrejón del Rey y Valdeavero):

ALCOLEA DE TOROTE: Arciprestazgo correspondiente a la Vicaría general de Alcalá de Henares; comprendido en el terr. sujeto á esa vicaría en 1.ª instancia, dioc. de Toledo. Habiéndose despoblado la v. de Alcolea, é incorporado su térm. y vec. a Torrejón del Rey, el cura de esta parr. desempeña las funciones de arcipreste con las mismas facultades con que las ejercía antiguamente el de Alcolea: los pueblos que este arciprestazgo comprende, número de parr., santuarios y sacerdotes, se veran en el siguiente estado del Arciprestazgo de Alcolea ...

El condado de Alcolea del Torote fue concedido por el Rey Carlos II por Real cédula de 30 de agosto de 1697 y Real despacho del 20 de octubre siguiente, con el Vizcondado previo de Jaraquemada, a Jerónimo Francisco de Tordesillas y Cepeda, hijo de don Rodrigo Antonio de Tordesillas Cepeda y Calderón, Tesorero del Real Alcázar de Segovia y Regidor de la ciudad y de Juana de Brizuela y Gamboa. Actualmente, doña Belén Juliá Díez de Rivera, (23-11-1942) es la XIII Condesa de Alcolea de Torote.